# Le Brusquet

Le Castellard-Mélan este o comună în departamentul Alpes-de-Haute-Provence din sud-estul Franței. În 1 ianuarie 2022 avea o populație de 967 de locuitori.